# Gol Linhas Aéreas
Gol Linhas Aéreas S.A., nota anche come GOL Linhas Aéreas Inteligentes o semplicemente GOL, è una compagnia aerea low cost brasiliana con sedi a Rio de Janeiro e San Paolo.
Secondo l'Agenzia Nazionale per l'Aviazione Civile del Brasile (ANAC), tra gennaio e dicembre 2021 Gol deteneva il 33,6% delle quote di mercato nazionale e il 2,8% di quello internazionale in termini di passeggeri per chilometro volato, rendendolo il secondo vettore più presente sul mercato nazionale dopo LATAM Airlines Brasil.
Gol compete in Brasile e nel resto del Sud America principalmente con LATAM Brasil e Azul. Possiede il marchio Varig, tramite quella che è conosciuta come la nuova Varig fondata nel 2006 (VRG Linhas Aéreas S.A.), distinta dalla storica compagnia aerea Varig, fondata nel 1927.
Gol gestisce una rete di linea domestica e internazionale in crescita. I suoi hub principali sono l'aeroporto Internazionale di San Paolo-Guarulhos, l'aeroporto Internazionale di Rio de Janeiro-Galeão e l'aeroporto Internazionale Tancredo Neves vicino a Belo Horizonte. Gol ha anche operazioni mirate all'aeroporto di Rio de Janeiro-Santos Dumont, all'aeroporto di San Paolo-Congonhas, all'aeroporto Internazionale Salgado Filho di Porto Alegre. Gol si riferisce a se stessa come GOL Linhas Aéreas Inteligentes, come nome commerciale. La società è quotata alla Borsa di New York come "GOL Linhas Aéreas Inteligentes SA".
Il nome dell'azienda, Gol, deriva dall'inglese goal, termine usato nel gergo sportivo che, in senso più ampio, indica un obiettivo o un traguardo.
Lo slogan aziendale è Nova Gol. Novos tempos no ar (in italiano: Nuova Gol. Nuovi tempi in aria).
Celso Guimarães Ferrer Junior è il CEO della compagnia dal 1º luglio 2022.

## Storia

### Gli inizi: 2000-2007
La compagnia aerea, ha iniziato le operazioni di volo nel 2001 con un volo da Brasilia a San Paolo mentre il 24 giugno 2004, è stata quotata alle borse di New York e San Paolo. Nel 2007, l'azienda era di proprietà di AeroPar Participações (75,5%), Venture (17,6%), American International Group (5,4%) ed Air France-KLM (1,5%).

### Acquisizione di Varig: 2007-2010
Il 28 marzo 2007, GOL ha acquistato parte degli asset di VARIG per 320 milioni di dollari da Volo Group e MatlinPatterson, tramite la società denominata "nuova Varig"; tralasciando i debiti nei confronti dei creditori, nella "vecchia Varig" che era sotto protezione fallimentare. Il vettore aereo ha annunciato che il marchio Varig avrebbe continuato ad operare come tale, attraverso la denominazione di VRG Linhas Aéreas. L'operazione, tramite la sua controllata GTI, ha richiesto un pagamento in contanti di 98 milioni di dollari, con il saldo attraverso l'assegnazione di azioni senza diritto di voto a VARIG Logística e Volo, che avevano acquisito VARIG nel giugno 2006 per 24 milioni di dollari. La transazione non ha coinvolto la compagnia aerea originale, formalmente conosciuta come "vecchia Varig", che ha continuato ad esistere fino al suo fallimento a metà del 2010 con il nome di Flex Linhas Aéreas. Nel 2009, GOL è stata fusa in VRG Linhas Aéreas consentendo ai marchi Varig e GOL di operare con i codici di volo di quest'ultima. Inizialmente, il marchio Varig operava voli di medio raggio charter e di linea, con destinazioni internazionali verso il Sud America e nei Caraibi mediante l'utilizzo di Boeing 737-700 configurati in due classi. Successivamente ha iniziato ad operare alcuni Boeing 767-300ER configurati in un'unica classe economica, verso destinazioni intercontinentali in Nord America, Europa e Africa. A causa degli obblighi contrattuali, tra il 2006 e il 2009 la "nuova Varig" (VRG Linhas Aéreas), è stata obbligata ad operare un minimo di 140 ore al mese di servizi dalla "vecchia Varig" (Flex Linhas Aéreas). Pertanto, a quel tempo, alcuni dei voli VRG Linhas Aéreas utilizzavano numeri di volo GOL ma in realtà erano operati con aerei noleggiati da Flex Linhas Aéreas. L'accordo è cessato prima del fallimento di Flex il 20 agosto 2010.

### Acquisizione di Webjet Airlines: 2011-2019
Il 9 luglio 2011, la società ha annunciato l'intenzione di acquistare il pieno controllo di WebJet Linhas Aéreas mentre, il 7 dicembre dello stesso anno, Delta Air Lines ha deciso di acquisire il 3% di Gol. L'accordo, oltre ad includere la creazione di voli in code-share reciproci, ha permesso l'allineamento dei vantaggi per i frequent flyer e il trasferimento dei contratti di leasing dei Boeing 767 di GOL a Delta. Il 1º ottobre 2012, Gol Transportes Aéreos ha confermato un ordine di 60 Boeing 737 MAX, senza specificare il tipo di aeromobile. Il 10 ottobre 2012, l'agenzia di regolamentazione brasiliana ha approvato l'acquisizione di WebJet Linhas Aéreas con alcune restrizioni operative. Il 23 novembre 2012, il vettore aereo a basso costo ha interrotto le operazioni di volo e tutti i servizi sono stati incorporati in GOL. A seguito di ciò, l'azienda ha deciso di restituire i Boeing 737-300 di Webjet ai locatori nel 2013. Nel febbraio 2014, Air France–KLM, ha annunciato che avrebbe investito 100 milioni di dollari in GOL, prima della Coppa del Mondo FIFA 2014 e delle Olimpiadi del 2016.

### Partnership con TwoFlex: 2019-2020
Il 12 aprile 2019, l'azienda ha annunciato un accordo di federazione con TwoFlex per alimentare i propri hub, grazie ai voli provenienti dagli Stati di Amazonas, Pará e Mato, operati con velivoli Cessna 208 Caravan. Attraverso questa parternship, i voli venivano commercializzati da GOL nella sua piattaforma di prenotazione ma erano gestiti da TwoFlex. A seguito dell'acquisizione da parte di Delta del 20% del gruppo LATAM Airlines, la partecipazione azionaria in GOL è stata ceduta a terzi. Il 14 gennaio 2020, Azul Brazilian Airlines, ha acquistato TwoFlex ponendo così fine alla partnership.

### Acquisto di MAP Linhas Aéreas
L'8 giugno 2021 Gol Linhas Aéreas ha annunciato l'acquisto di MAP Linhas Aéreas da Voepass Linhas Aéreas. La transazione ha incluso 26 slot presso l'aeroporto di São Paulo–Congonhas appartenenti a MAP e Voepass.

## Destinazioni
Al 2022, GOL offre voli internazionali verso Argentina, Repubblica Dominicana, Messico e Uruguay oltre a voli interni verso varie destinazioni in Brasile.

### Accordi commerciali
Al 2022 GOL ha accordi di code sharing con le seguenti compagnie:
- Aerolíneas Argentinas
- Aeroméxico
- Air Canada
- Air Europa
- Air France
- American Airlines
- Avianca
- Copa Airlines
- Emirates
- Ethiopian Airlines
- KLM
- TAP Air Portugal
- Voepass Linhas Aéreas

## Flotta

### Flotta attuale

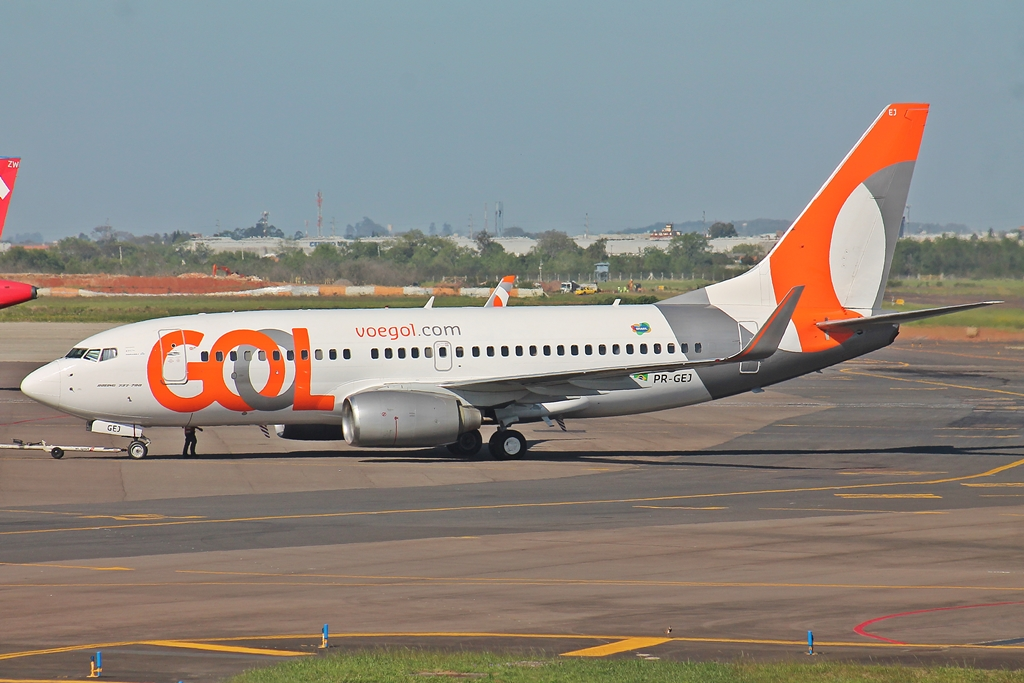
Un Boeing 737-700.

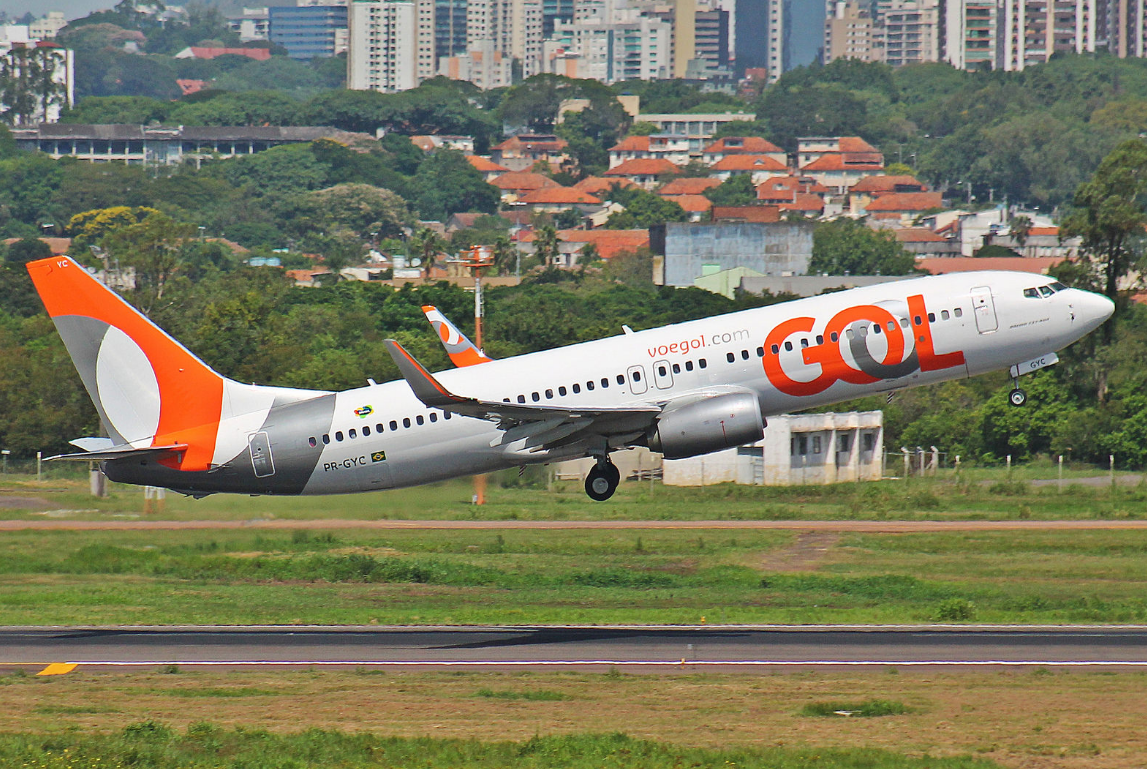
Un Boeing 737-800.

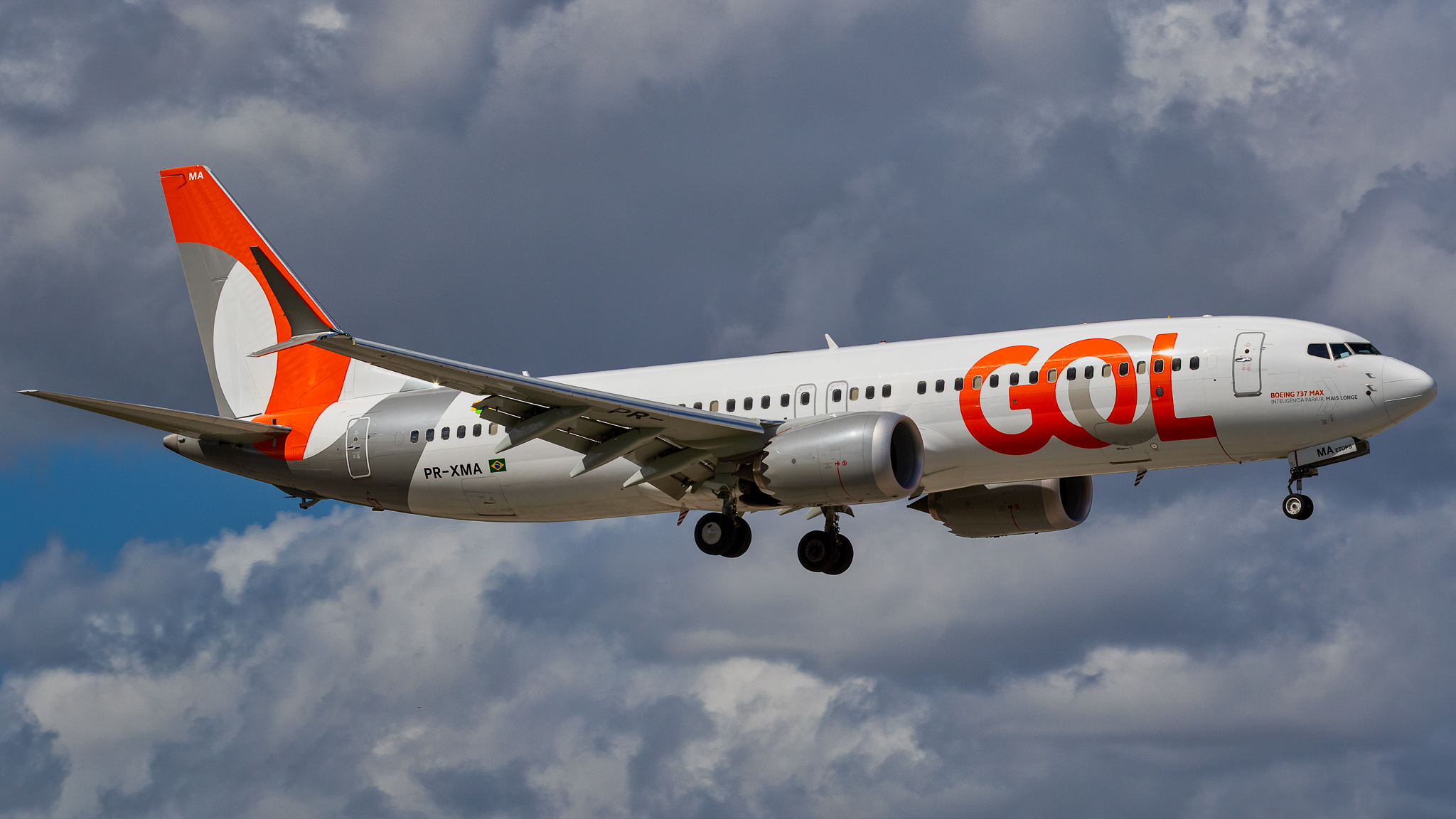
Un Boeing 737 MAX 8.

Ad ottobre 2024 la flotta di GOL è così composta:

### Flotta storica

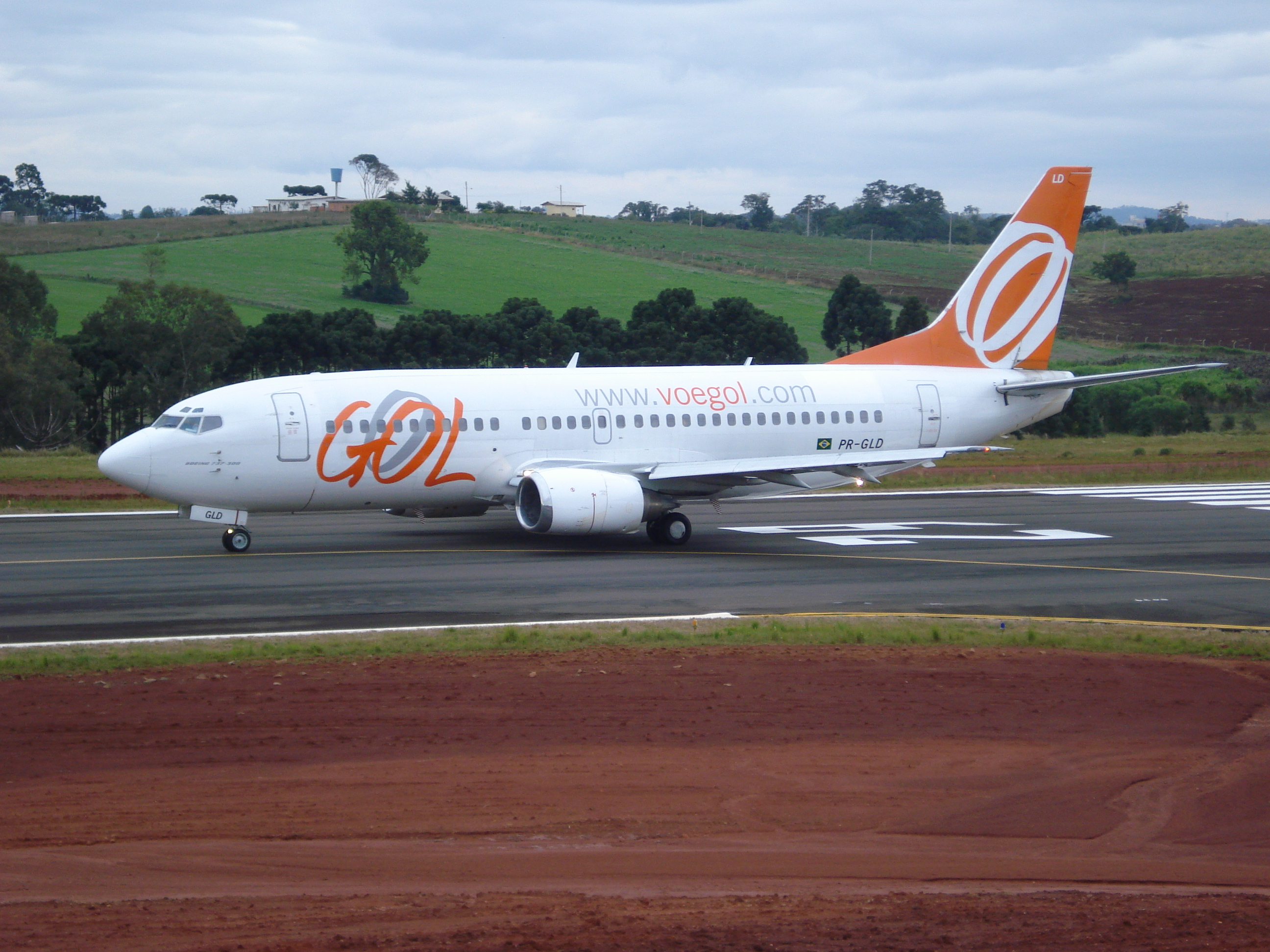
Un Boeing 737-300.

GOL operava in precedenza con i seguenti aeromobili:

## Incidenti

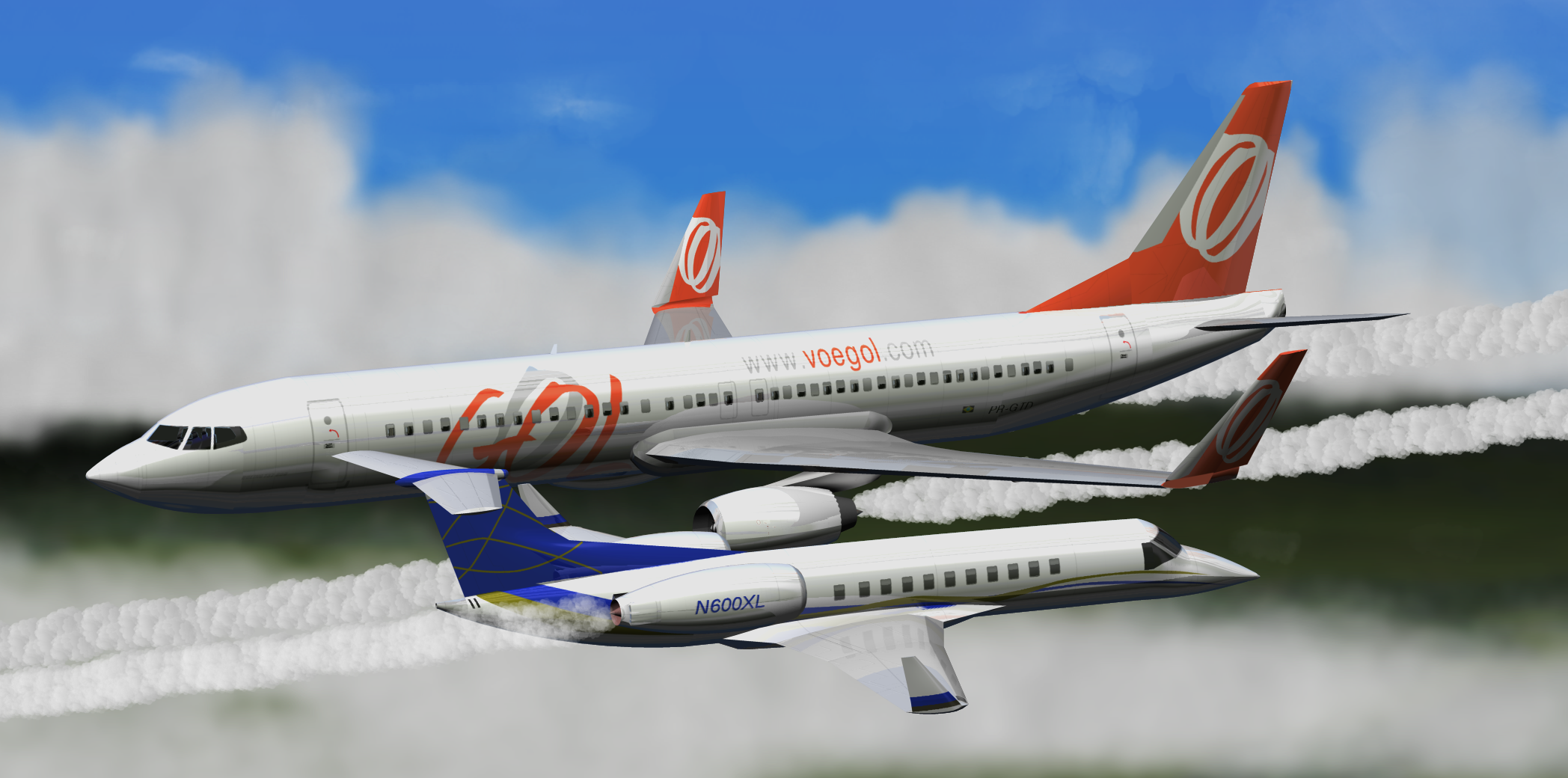
Una ricostruzione grafica dell'incidente del volo 1907.

- Il 29 settembre 2006, il volo Gol Transportes Aéreos 1907 che collegava le città di Manaus e di Rio de Janeiro, in Brasile, si scontrò in quota, nello spazio aereo sopra lo stato brasiliano del Mato Grosso, con un Embraer Legacy 600. Tutti i 154 tra passeggeri e membri dell'equipaggio a bordo del Boeing 737 persero la vita a causa della disintegrazione in volo dell'aereo e al successivo schianto in un'impervia zona della foresta amazzonica, mentre l'Embraer, nonostante avesse riportato gravi danni all'ala sinistra e alla coda, riuscì ad atterrare senza ulteriori danni e senza che i suoi occupanti riportassero ferite.[28]
- Il 29 aprile 2022, un Boeing 737 registrato PR-GUO si è scontrato con un Embraer E195 della Azul Brazilian Airlines durante il rullaggio all'aeroporto Internazionale di Viracopos dopo l'atterraggio. Nessuno è rimasto ferito, con danni registrati all'ala sinistra del 737 e al timone di coda dell'E195.[29]